# Ermita de Sant Antoni de Pàdua (Vilafamés)
L'ermita de Sant Antoni de Pàdua a Vilafamés, a la comarca de la Plana Alta, és una ermita, catalogada, de manera genèrica, com Bé de rellevància local, segons la Disposició Addicional Cinquena de la Llei 5/2007, de 9 de febrer, de la Generalitat, de modificació de la Llei 4/1998, d'11 de juny, del Patrimoni Cultural Valencià (DOCV Núm. 5.449 / 13/02/2007), amb codi 12.05.128-002 de la Generalitat Valenciana.
En estar catalogat de manera genèrica la Conselleria d'Educació, Recerca, Cultura i Esport de la Generalitat Valenciana no emet informe sobre les característiques de l'edifici, ni les raons de la seva protecció, excepte casos excepcionals.